# Merceya tubulosa
Merceya tubulosa là một loài rêu trong họ Pottiaceae. Loài này được P.C. Chen mô tả khoa học đầu tiên năm 1941.
Danh pháp khoa học của loài này chưa được làm sáng tỏ. 